# Redlands Bicycle Classic
La Redlands Classic est une course cycliste par étapes américaine disputée à Redlands en Californie. Elle est composée d'une compétition masculine créée en 1985 et d'une compétition féminine créée en 1989, disputée simultanément.
La course masculine a figuré au calendrier de l'Union cycliste internationale de 2000 à 2002 et de 2004 à 2005. Durant cette dernière année, elle a fait partie de l'UCI America Tour en catégorie 2.2. La Redlands Classic fait partie de l'USA Cycling National Racing Calendar, le calendrier national américain.

## Palmarès

### Compétition masculine
| Année     | Vainqueur             | Deuxième           | Troisième          |
| --------- | --------------------- | ------------------ | ------------------ |
| 1985      | Thurlow Rogers        | Ron Hayman         | Raúl Alcalá        |
| 1986      | Davis Phinney         | Raúl Alcalá        | Jeff Pierce        |
| 1987      | Dag-Otto Lauritzen    | Thurlow Rogers     | Doug Shapiro       |
| 1988      | Alexi Grewal          | Andy Paulin        | David Brinton      |
| 1989      | Scott Moninger        | Glen Sanders       | Stephen Swart      |
| 1990      | Dimitri Zhdanov       | Evgueni Berzin     | Scott Moninger     |
| 1991      | Randy Whicker         | Jim Copeland       | Vladislav Bobrik   |
| 1992      | Scott Fortner         | Thurlow Rogers     | Eric Cech          |
| 1993      | Malcolm Elliott       | Bart Bowen         | Ron Kiefel         |
| 1994      | Malcolm Elliott       | Jeff Pierce        | Ron Kiefel         |
| 1995      | Scott Moninger        | Fred Rodriguez     | Malcolm Elliott    |
| 1996      | Tomasz Brożyna        | Chris Horner       | Malcolm Elliott    |
| 1997      | Dariusz Baranowski    | Tomasz Brożyna     | Scott Moninger     |
| 1998      | Jonathan Vaughters    | Cadel Evans        | Chris Wherry       |
| 1999      | Christian Vande Velde | Frank McCormack    | Scott Moninger     |
| 2000      | Chris Horner          | David Zabriskie    | Trent Klasna       |
| 2001      | Trent Klasna          | Chris Horner       | Roland Green       |
| 2002      | Chris Horner          | Roland Green       | Soren Peterson     |
| 2003      | Chris Horner          | Nathan O'Neill     | Tom Danielson      |
| 2004      | Chris Horner          | César Grajales     | Gordon Fraser      |
| 2005      | Chris Wherry          | Trent Lowe         | Liam Killeen       |
| 2006      | Nathan O'Neill        | Chris Baldwin      | Scott Moninger     |
| 2007      | Andrew Bajadali       | Phil Zajicek       | Ben Jacques-Maynes |
| 2008      | Santiago Botero       | Chris Baldwin      | Burke Swindlehurst |
| 2009      | Jeff Louder           | Tom Zirbel         | Benjamin Day       |
| 2010      | Benjamin Day          | Ben Jacques-Maynes | Will Routley       |
| 2011      | Francisco Mancebo     | Ben Jacques-Maynes | Chris Baldwin      |
| 2012      | Phillip Gaimon        | Patrick Bevin      | Francisco Mancebo  |
| 2013      | Francisco Mancebo     | Chad Haga          | Tom Zirbel         |
| 2014      | Joey Rosskopf         | James Oram         | Travis McCabe      |
| 2015      | Phillip Gaimon        | Gavin Mannion      | Adrien Costa       |
| 2016      | Matteo Dal-Cin        | Neilson Powless    | Travis McCabe      |
| 2017      | Taylor Eisenhart      | Brandon McNulty    | Emerson Oronte     |
| 2018      | Thomas Revard         | Lionel Mawditt     | Sean Bennett       |
| 2019      | Cory Lockwood         | Kevin Vermaerke    | Eder Frayre        |
| 2020-2021 | pas de course         | pas de course      | pas de course      |
| 2022      | Tyler Stites          | Alexander White    | Eric Brunner       |
| 2023      | Tyler Stites          | Andrew August      | Robin Carpenter    |
| 2024      | Tyler Stites          | Owen Wright        | Joseph Laverick    |
| 2025      | Eder Frayre           | Quinn Felton       | Owen Cole          |

### Compétition féminine
| Année     | Vainqueur           | Deuxième             | Troisième            |
| --------- | ------------------- | -------------------- | -------------------- |
| 1985      | Cindy Whitehead     |                      |                      |
| 1986      | Suzanne Sonye       |                      |                      |
| 1987      | Cindy Whitehead     |                      |                      |
| 1988      | Maureen Manley      |                      |                      |
| 1989      | Suzanne Sonye       |                      |                      |
| 1990      | Suzanne Ferguson    |                      |                      |
| 1992      | Linda Brenneman     |                      |                      |
| 1993      | Linda Brenneman     | Sally Zack           | Deirdre Demet-Barry  |
| 1994      | Jeannie Golay       | Alison Sydor         | Linda Jackson        |
| 1995      | Linda Brenneman     | Susan Palmer-Komar   | Mari Holden          |
| 1996      | Alison Dunlap       | Tammy Jacques        | Jeanne Golay         |
| 1997      | Susy Pryde          | Linda Jackson        | Alison Dunlap        |
| 1998      | Mari Holden         | Pamela Schuster      | Alison Dunlap        |
| 1999      | Lyne Bessette       | Alison Dunlap        | Cybil DiGuistini     |
| 2000      | Alison Dunlap       | Lyne Bessette        | Leigh Hobson         |
| 2001      | Geneviève Jeanson   | Kimberly Bruckner    | Alison Dunlap        |
| 2002      | Judith Arndt        | Geneviève Jeanson    | Andrea Hannos        |
| 2003      | Geneviève Jeanson   | Lyne Bessette        | Manon Jutras         |
| 2004      | Lyne Bessette       | Geneviève Jeanson    | Christine Thorburn   |
| 2005      | Christine Thorburn  | Kimberly Baldwin     | Annette Beutler      |
| 2006      | Amber Neben         | Christine Thorburn   | Kimberly Baldwin     |
| 2007      | Amber Neben         | Mara Abbott          | Katheryn Curi        |
| 2008      | Alex Wrubleski      | Mara Abbott          | Katharine Carroll    |
| 2009      | Ina-Yoko Teutenberg | Amber Neben          | Alison Powers        |
| 2010      | Ina-Yoko Teutenberg | Katharine Carroll    | Alexis Rhodes        |
| 2011      | Amber Neben         | Erinne Willock       | Evelyn Stevens       |
| 2012      | Megan Guarnier      | Alison Powers        | Joëlle Numainville   |
| 2013      | Alison Powers       | Tayler Wiles         | Rhae Shaw            |
| 2014      | Tayler Wiles        | Mara Abbott          | Leah Kirchmann       |
| 2015      | Mara Abbott         | Amber Neben          | Allie Dragoo         |
| 2016      | Kristin Armstrong   | Mara Abbott          | Eri Yonamine         |
| 2017      | Ruth Winder         | Amber Neben          | Katie Hall           |
| 2018      | Katie Hall          | Sara Bergen          | Edwige Pitel         |
| 2019      | Amber Neben         | Lauren Stephens      | Emily Newsom (en)    |
| 2020-2021 | pas de course       | pas de course        | pas de course        |
| 2022      | Heidi Franz (en)    | Erica Clevenger (en) | Emily Marcolini (en) |
| 2023      | Emily Ehrlich       | Marcela Prieto       | Melisa Rollins       |
| 2024      | Nadia Gontova       | Alia Shafi           | Mara Roldan          |
| 2025      | Alia Shafi          | Sidney Swierenga     | Kira Payer           |